# Амонь
Амонь (рос. Амонь) — село в Хомутовському районі Курської області Російської Федерації.
Населення становить 179 осіб. Входить до складу муніципального утворення Калиновська сільрада.

## Історія
Населений пункт розташований на території українського етнічного та культурного краю Східна Слобожанщина.
Починаючи з 1699 року, гетьман Іван Мазепа скуповує у московських поміщиків прикордонні з Україною землі, та оселяє їх українськими селянами. За кілька років на цих землях виникає кільканадцять українських слобід, і серед них Амонь, Кореневе, Крупець, Обухівка, Снагість, Студянка та інші. 
Від 2004 року входить до складу муніципального утворення Калиновська сільрада.

## Населення
| 2002 | 2010 |
| ---- | ---- |
| 471  | ↘179 |